# Xiangquan, Anhui
Xiangquan (kinesiska: 香泉) är en köping i östra Kina. Den ligger i He härad i staden Ma'anshan i provinsen Anhui, omkring 98 kilometer öster om provinshuvudstaden Hefei. Antalet invånare är 34 160. Befolkningen består av 16 542 kvinnor och 17 618 män. Barn under 15 år utgör 14,0 %, vuxna 15-64 år 71 %, och äldre över 65 år 14,0 %.